# Diplocentrus luisae
Espèce
Diplocentrus luisae est une espèce de scorpions de la famille des Diplocentridae.

## Distribution
Cette espèce est endémique du Quintana Roo au Mexique. Elle se rencontre dans les environs de Felipe Carillo Puerto.

## Description
Le mâle holotype de Diplocentrus luisae mesure 92 mm et sa teinte est uniformément brun jaunâtre. 

## Étymologie
Son épithète spécifique, luisae, lui a été donnée en l'honneur de Maria Luisa Bolaños de Guijosa, la mère de l'auteur.

## Publication originale
- (es) Silviano Guijosa B., « Una nueva especie de Diplocentrus en Mexico », Anales de la Escuela Nacional de Ciencias Biologicas Mexico, Mexico, vol. 20, nos 1-4,‎ juin 1973, p. 145-156 (lire en ligne, consulté le 11 octobre 2024).